# Taiga de Siberia Occidental
La taiga de Siberia Occidental es una ecorregión de la ecozona paleártica, definida por WWF, que ocupa la mayor parte de Siberia Occidental, en Rusia.

## Descripción
Es una ecorregión de taiga que ocupa 1.670.400 km² en la frecuentemente pantanosa  llanura de Siberia Occidental, entre los montes Urales y el río Yeniséi. La ecorregión se centra en la llanura de Siberia Occidental, una tierra baja plana que solo oscila entre 100 y 300 metros sobre el nivel del mar. El borde occidental de la región son los montes Urales, y la mitad occidental de la región está dominada por el río Obi y su principal afluente, el río Irtysh. El límite oriental se mantiene tradicionalmente justo al oeste del río Yenisei, que corre de sur a norte, más allá del cual se encuentra la ecorregión de la taiga de Siberia Oriental, que es más fría y de terreno más accidentado. El borde sur de la región se encuentra al norte del cinturón de bosques templados y bosques esteparios que corre a lo largo del ferrocarril Transiberiano.
Debido a que la ecorregión de Siberia Occidental se encuentra fuera de la franja agrícola y normalmente desarrollada del sur de Rusia, está escasamente poblada, aunque la ciudad de Ekaterimburgo se encuentra en el extremo suroeste de la región. La ciudad de Surgut es la ciudad más grande del interior (con algo más de 300.000 habitantes). Al norte está la tundra de la ecorregión de tundra de las penínsulas de Yamal y Guida (que cubre el estuario del río Obi y las penínsulas mencionadas).

## Clima
Situada lejos del océano Atlántico y del centro de la masa continental de Eurasia, el clima de la llanura de Siberia Occidental es ligeramente continental. Las temperaturas también varían según la latitud en toda la región. En enero, las temperaturas promedio oscilan entre -15 °C (5 °F) en el suroeste y -30 °C (-22 °F) en el noroeste. En el verano, el rango es de 20 °C (68 °F) en el sur a 10 °C (50 °F) en el norte.

## Flora
El ecologista ruso V.V. Alexin afirmó que "en general, la taiga en el sentido siberiano occidental tiene tres características principales: fuerte sombra, pantanos y ausencia de elementos de los bosques de hoja ancha". Debido a que el medio ambiente es duro y no hay refugios de montaña en la ecorregión, la biodiversidad de las plantas es baja. Dominan cinco especies de árboles: las tres especies de 'taiga oscura': Picea obovata (pícea siberiana), Abies sibirica (abeto siberiano), Pinus sibirica (pino siberiano), y P. sylvestris (pino silvestre) y Larix sibirica (alerce siberiano).
Alrededor del 40% del territorio son pantanos. La naturaleza anegada del terreno se debe al terreno plano, el río pesado fluye desde el sur y el hecho de que la precipitación supera la evaporación en la región. En el suroeste de la región se encuentran los pantanos de Vasiugán, uno de los pantanos más grandes del mundo, con turba que se extiende a una profundidad promedio de 2,3 metros.
En el norte, hacia la zona de transición a la tundra, el dosel se abre y los árboles se vuelven más atrofiados y separados, con una cubierta de líquenes entremedio. Al norte de unos 60° N de latitud se encuentra la zona de permafrost aislado o esporádico; el permafrost continuo se encuentra solo al norte de la ecorregión.

## Protección
Las áreas protegidas notables de la Federación Rusa en la taiga de Siberia Occidental incluyen:
- Reserva natural Denezhkin Kamen: 782 km²
- Reserva natural Ilmen: 344 km²
- Reserva natural Pequeña Sosva: 2.256 km²
- Parque nacional Pripyshminskiye Bory: 490 km²
- Reserva natural de Siberia Central: 10.215 km²
- Reserva natural del Alto Taz: 6.313 km²
- Reserva natural Yuganski: 6.486 km²